# The Mine Swindler
The Mine Swindler è un cortometraggio muto del 1912 prodotto dalla Kalem e diretto da Pat Hartigan. Il nome del regista appare anche tra quello degli attori, a fianco degli altri interpreti: Edward Coxen, Marin Sais e James Robert Chandler.
La storia, ambientata nei campi minerari del West, racconta le disavventure di un giovanotto che arriva dall'Est per trovare oro e fortuna, ma che verrà disilluso nelle sue aspettative.

## Produzione
Il film, che venne girato a Santa Monica, fu prodotto dalla Kalem Company.

## Distribuzione
Distribuito dalla General Film Company, il film - un cortometraggio di una bobina - uscì nelle sale cinematografiche USA il 5 agosto 1912.